# Дорофея Кашинская
Дорофея Кашинская (в миру Лодыгина или Ладыгина; 1549 — 24 сентября (7 октября) 1629, Кашин) — схимонахиня Кашинского Сретенского монастыря, преподобная, местночтимая святая. Память её отмечается 24 сентября (7 октября) в день преставления и 6 (19) февраля в день тезоименитства.

## Биография
Подвижница родилась в 1549 году и происходила, по некоторым данным, из рода смоленских князей Коркодиновых, но какое имя женщина носила до монашества, неизвестно. Она была замужем за Фёдором Лодыгиным и имела сына Михаила. Муж её погиб в Смутное время, пав, вероятно, при обороне Кашина от поляков в 1609 году. 
После смерти мужа она удалилась в только что разорённый врагами Сретенский монастырь, устроившись среди развалин в тесной келье. Все имевшиеся у неё средства подвижница обратила на восстановление обители и помощь бедствовавшим кашинцам. Двадцать лет она подвизалась в монастыре, приняв в 1615 году схиму с именем Дорофея.
Скончалась подвижница в 1629 году и была погребена на территории монастыря.

## Почитание
Могила преподобной Дорофеи близ Сретенского собора была украшена памятником из белого камня, обтёсанного наподобие колонны, с надгробной надписью, содержавшей дату смерти. 
В рукописной летописи монастыря был зафиксирован ряд случаев чудесных исцелений, произошедших с паломниками после их молитв на могиле преподобной. 
Икона преподобной Дорофеи была написана игуменьей монастыря Антонией (Мезенцовой) по бывшему ей в 1848 году видению схимонахини, к которой она часто обращалась в молитвах. 

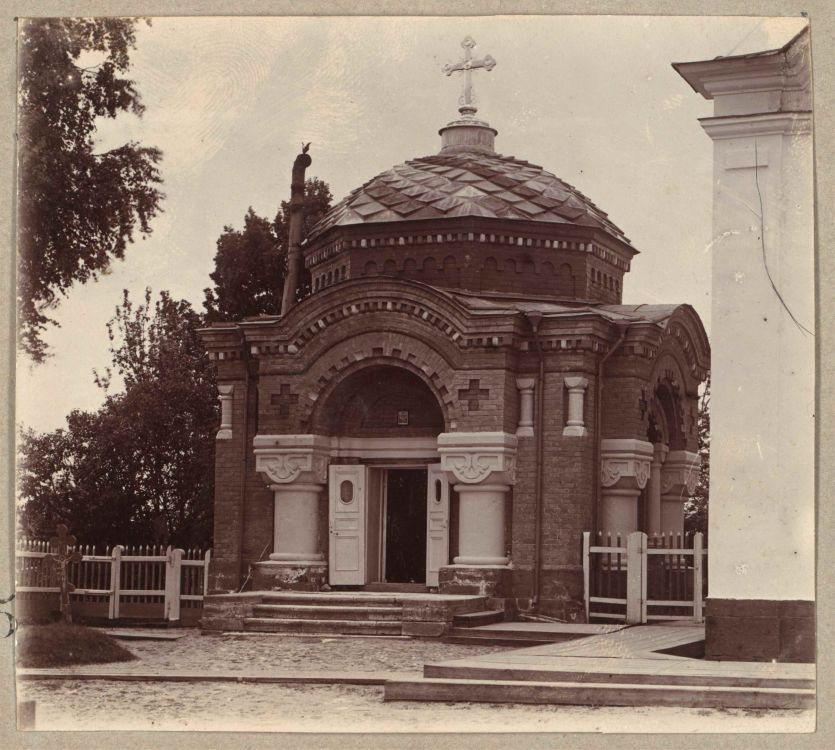
Дорофеевская часовня. Фотография Прокудина-Горского, 1910 год

В 1857 году игуменья Антония по наставлению угличского старца Петра Томаницкого возвела над могилой преподобной часовню из железа, простоявшую до 1870 года, когда на её месте была построена новая, каменная. Каждый год в день преставления Дорофеи и в день её тезоименитства здесь служились соборные панихиды. В часовне были погребены останки скончавшейся в 1875 году игуменьи Антонии и благотворителей монастыря супругов Ивана и Анны Ванчаковых.
В советское время монастырь был закрыт, часовня разрушена в 1931—1932 годах. 
В 1999 году на предполагаемом месте могилы преподобной был установлен каменный крест.
Подвижница почитается в Православной церкви в Америке и в Русской православной церкви заграницей. Имя преподобной Дорофеи наряду с именами других местночтимых святых вошло в Троицкий православный русский календарь, выпускаемый Свято-Троицким монастырём в Джорданвилле.
В 2002 году маленькая деревянная часовня преподобной была сооружена в Астене в Нидерландах православными голландцами в память об их паломничестве к могиле Дорофеи. 